# Glaresis desperata
Glaresis desperata es una especie de coleóptero de la familia Glaresidae.

## Distribución geográfica
Habita en Transvaal en (Sudáfrica).